# Francisco Taxes Prego
Francisco Manuel Taxes Prego (La Corunya, 26 de juliol de 1940 - 19 de febrer de 2003) va ser un dramaturg gallec de l'anomenat Grup de Ribadavia o Grup Abrente.

## Trajectòria
A principis dels anys setanta, va fundar -i va participar en les seves innovadores iniciatives- els grups d’art experimental coruñès A Carón i Galga juntament amb altres escriptors i artistes com Xavier Seoane, Manuel Rivas, Alberto Carpo, Xaime Cabanas o Correa Corredoira.
El 1975, a les III Jornades cinematogràfiques d’Ourense, el Tribunal d'Ordre Públic va requisar el curtmetratge A tola, dirigit per Miguel Gato i basat en un conte homònim de Taxes, convertint-lo així en un "mite d’iniciació" del cinema gallec.
El 1976 va escriure el guió del curtmetratge O cadaleito, dirigit per Enrique Baixeras amb Fernando Trueba com a ajudant de direcció. Basat en la història d'Ánxel Fole "A caixa do morto", va obtenir un gran èxit de crítica i públic; la pel·lícula va viatjar a Itàlia (festival de Pessaro) i va guanyar el Premi Mikeldi de Plata al XVIII Concurs Internacional de Documentals i Curtmetratges de Bilbao (1977).
El 1978, amb la reeixida posada en escena d' O velorio (escrita el 1971), el grup de teatre professional Troula, del qual va ser cofundador Taxes, va obrir un nou camí al teatre gallec, el de la professionalització.
Ha col·laborat en revistes com Man Común, Teima ou Luzes de Galiza e nos xornais A Nosa Terra, La Voz de Galicia i Faro de Vigo. Quant a la ràdio ha treballat al programa cultural O Láparo Cavileiro de Radio Catro/RNE i al magazín de Televisión de Galicia Bazar Fin de Semana.

## Obra
- O velorio (1971; publicada en 2002 por La Voz de Galicia-Edicións Xerais de Galicia). Representada per Troula amb direcció d'Antonio Simón el 1978, i pel Centro Dramático Galego amb direcció d'Antonio Simón en 2003.
- Lenta raigame (1979; publicada el 1982 per Ediciós do Castro). Representada per Andrómena amb direcció d'Eduardo Alonso en 1979.
- Casta i Albito (1980; editada el 2004 per Biblos). Representada al Biblos Clube de Lectores sota la direcció d'Ánxela G. Abalo en 2004.
- Caderno de bitácora. Comedia estupenda (1985). Representada pel CDG amb direcció d'Antonio Simón en 1985.
- Elas (1997)